# León Viejo
León Viejo (do češtiny se dá volně přeložit jako Starý León) je původní místo, kde stávalo město León. Nachází se na břehu jezera Managua u obce Puerto Momotombo v departementu León přibližně 35 km východně od současného města León. Ruiny byly objeveny v roce 1960 a od roku 2000 jsou zapsány na seznam světového dědictví UNESCO.
Město založil v roce 1524 španělský dobyvatel Francisco Hernández de Córdoba. Jedná se o jedno z nejstarších evropských sídel na americkém kontinentu. León získal významné postavení ve středoamerickém regionu. Jeho rozvoj se zastavil v roce 1610, kdy silná erupce blízké sopky Momotombo město zničila. Španělé po zničení města založili nové město - současný León.
León Viejo poskytuje představu o tom, jak vypadala španělská koloniální města na začátku koloniální nadvlády Evropanů v Americe. Urbanistická kompozice jednotlivých staveb ukazuje na specifickou sociální a ekonomickou strukturu španělské společnosti 16. století.